# Luzuriaga marginata
Luzuriaga marginata là một loài thực vật có hoa trong họ Alstroemeriaceae. Loài này được (Gaertn.) Benth. & Hook.f. miêu tả khoa học đầu tiên năm 1883.